# Grupa TVN

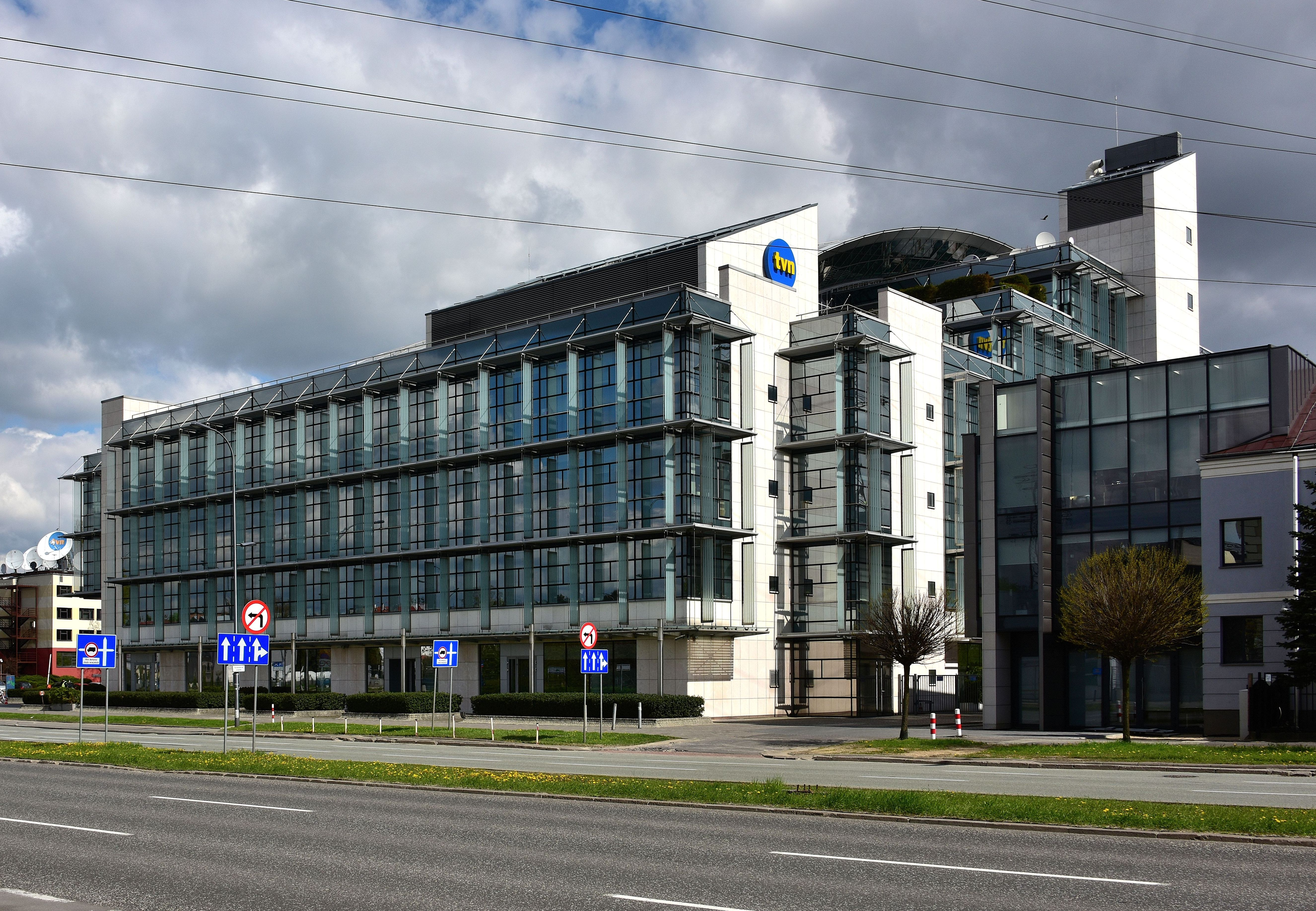
Główna siedziba Grupy TVN przy ul. Wiertniczej 166 w Warszawie

TVN Spółka Akcyjna – polskie przedsiębiorstwo medialno-rozrywkowe powstałe 22 maja 1995 roku jako TVN sp. z o.o. W 2004 roku, w związku z debiutem na GPW, zostało przekształcone w spółkę akcyjną. Od 2015 roku spółka nie jest już notowana na Giełdzie Papierów Wartościowych.
Do grupy medialnej TVN należy również Agencja TVN – producent i dystrybutor materiałów newsowych w Europie Środkowej i Wschodniej oraz TVN Media – jedno z wiodących biur sprzedaży reklam w Polsce.
Wraz z partnerem strategicznym, Grupą Canal+, TVN jest współwłaścicielem CANAL+ Polska S.A., operatora platformy cyfrowej Canal+.
Jest częścią TVN Warner Bros. Discovery, polskiego oddziału amerykańskiego przedsiębiorstwa Warner Bros. Discovery. Dyrektor Generalną (CEO) TVN jest Katarzyna Kieli, prezes i dyrektor zarządzająca TVN Warner Bros. Discovery.

## Zarząd
- Katarzyna Kieli – Prezes Zarządu;
- Rafał Ogrodnik – Członek Zarządu, odpowiedzialny za obszar finansów i operacji, a także nadzorowanie procesu integracji i operacji z WarnerMedia;
- Michał Samul – Członek Zarządu, odpowiedzialny za obszar News;
- Dorota Żurkowska-Bytner – Członek Zarządu, odpowiedzialna za całość przychodów grupy z działalności dystrybucyjnej, Consumer Products oraz z działalności reklamowej.

Źródło

## Historia Grupy TVN

### Lata 90. XX w.
15 października 1996 roku (choć według innych źródeł w lutym 1996 roku) TVN otrzymał od Krajowej Rady Radiofonii i Telewizji koncesję na nadawanie programu telewizyjnego o zasięgu ponadregionalnym na obszarze północnej i centralnej Polski. W kilka miesięcy później doszło do zawarcia porozumienia pomiędzy TVN a nadającą ponadregionalny program w Polsce południowej Telewizją Wisła – dzięki połączeniu sił, sprzymierzone stacje były w stanie rozpocząć nadawanie na większości powierzchni kraju, w tym w niemal wszystkich większych miastach.
3 października 1997 uruchomiono pierwszą i główną stację Grupy TVN – kanał ogólny TVN.

### Lata 2000–2009
9 sierpnia 2001 wystartowała pierwsza polska telewizja informacyjna – TVN24.
1 marca 2002 swoją nazwę na TVN Siedem zmienił trzeci program Grupy TVN – przejęty dwa miesiące wcześniej RTL 7. Stacja ta oferuje głównie filmy i seriale. TVN po raz pierwszy zmienił oprawę graficzną.
W 2003 roku uruchomiono kolejne kanały tematyczne pod marką TVN. 10 marca 2003 rozpoczęła nadawanie telewizja TVN Meteo, która prezentuje prognozę pogody 24 godziny na dobę, a także programy przyrodnicze. 12 grudnia tego samego roku ruszyła stacja TVN Turbo o tematyce motoryzacyjnej.
29 kwietnia 2004 uruchomiono kanał telewizyjny dla Polaków mieszkających poza granicami kraju – iTVN. Kolejnym kanałem tematycznym TVN był uruchomiony 1 sierpnia kanał dla kobiet – TVN Style. 7 grudnia 2004 akcje TVN zadebiutowały na giełdzie. W ofercie publicznej sprzedano 15 mln 912 tys. 202 akcje, czyli 24,2% wszystkich akcji spółki, po cenie 32 zł za sztukę. 5 września 2004 TVN Siedem po raz pierwszy zmienił oprawę graficzną. Logo pozostaje bez zmian.
3 października 2005 (w ósmą rocznicę powstania stacji) roku Grupa TVN uruchomiła kolejny kanał – tym razem interaktywny, o nazwie TVN Gra, emitujący głównie teleturnieje. 14 grudnia 2005 TVN stał się właścicielem lokalnej telewizji radomszczańskiej NTL. W tym samym roku oglądalność TVN24 wynosiła ok. 1,5 procent polskiej widowni telewizyjnej; dla porównania TVN – ok. 16 procent, TVP1 ok. 24 procent, zaś TVN Siedem – ok. 1,7 procent.
W październiku 2006 wystartowały kanały TVN Lingua (16 października) i nsport (12 października) oraz platforma edukacyjna dla lekarzy TVN Med (19 października). Zaś 15 listopada rozpoczął emisję nowy kanał współtworzony z Discovery Communications – Discovery TVN Historia.
23 maja 2007 Grupa TVN kupiła spółkę Mango-Media, czyli nadawcę stacji telezakupowej Mango 24. Pod koniec sierpnia 2007 stacja TVN rozpoczęła nadawanie w rozdzielczości HDTV (720p) na oddzielnym kanale pod nazwą TVN HD. 3 września Grupa TVN we współpracy z CNBC Europe uruchomiła kanał biznesowy TVN CNBC Biznes. 15 października 2007 Grupa ITI rozpoczęła nadawanie nowego kanału religijnego Religia.tv, a 19 października wystartował kolejny kanał Grupy ITI – nTalk, z programami typu talk-show.
W nocy z 31 grudnia 2007 na 1 stycznia 2008 zmieniono oprawę graficzną TVN. 31 maja 2008 z powodu niskiej oglądalności i nierentowności Grupa TVN zlikwidowała pierwszy kanał tematyczny TVN Gra. 1 grudnia uruchomiono TVN Warszawa – kanał regionalny, przeznaczony dla mieszkańców aglomeracji warszawskiej. 1 września 2008 zmieniono nazwę kanału TVN Siedem na TVN7, zmieniono również oprawę graficzną kanału.
1 stycznia 2009 zaprzestano nadawania kanału TVN Med, a jego działalność w całości przeniesiono do Internetu, na portal tvnmed.pl. Pod koniec maja 2009 Grupa TVN odsprzedała swoje wszystkie udziały w Discovery TVN Historia dla Discovery Networks, który stał się wyłącznym właścicielem stacji. 28 czerwca swoje nadawanie zakończyły dwa kanały Grupy ITI – nTalk i O.TV, a 15 lipca kanał Grupy TVN – TVN Lingua. W 2009 roku została również wprowadzona oprawa graficzna TVN w 16:9. Względem poprzedniej różniła się tylko proporcjami oraz tym, że w TVN HD była oprawa w HD. TVN Turbo również zmieniło oprawę graficzną. Wszystkie stacje TVN przeszły na format 16:9.

### Lata 2010–2019
1 maja 2010 ruszył kanał TVN HD+1. W tym samym roku iTVN zmienił oprawę graficzną.
31 maja 2011 TVN Warszawa zakończył nadawanie. 4 listopada tego samego roku uruchomiono wersje HD kanałów tematycznych – TVN 7 HD, TVN Turbo HD i TVN Style HD.
31 stycznia 2012 emisję zakończył TVN HD+1, natomiast 1 grudnia ruszył kanał TVN24 HD.
1 września 2013 TVN zmienił oprawę graficzną.
1 stycznia 2014 wystartował kanał TVN24 Biznes i Świat, który zastąpił kanał TVN CNBC. 1 września 2014 TVN7 ponownie zmienił oprawę graficzną. W tym samym roku iTVN także ją zmienił.
4 lutego 2015 został uruchomiony drugi kanał dla Polaków poza granicami kraju – iTVN Extra. 16 marca Grupa ITI i Grupa Canal+ sprzedała większościowy udział 52,7% w TVN S. A. za 584 mln euro amerykańskiemu koncernowi medialnemu Scripps Networks Interactive. 16 kwietnia wystartowały kanały TVN Meteo Active oraz TVN Fabuła. 16 czerwca amerykański koncern mediowy Scripps Networks Interactive dostał zgodę Urzędu Ochrony Konkurencji i Konsumentów na przejęcie spółki. 1 lipca Grupa ITI i Grupa Canal+ sprzedały wszystkie swoje udziały w spółce N-Vision B.V., zarejestrowanej w Amsterdamie, która bezpośrednio i pośrednio kontrolowała łącznie 52,7 proc. udziałów w TVN, spółce Southbank Media Ltd, zarejestrowanej w Londynie i należącej do amerykańskiej grupy Scripps Networks Interactive. 28 sierpnia koncern mediowy Scripps Networks Interactive za pośrednictwem spółki zależnej Southbank Media skupił od inwestorów z Giełdy Papierów Wartościowych niemal wszystkie akcje TVN, zwiększając swój udział w spółce do 98,76 procent. 28 września Scripps Networks Interactive skupił wszystkie pozostałe akcje TVN, zostając tym samym właścicielem pełnych 100 procent akcji TVN. Z tego powodu, spółka została wykluczona przez zarząd GPW z obrotu giełdowego z dniem 2 października.
1 stycznia 2017 ofertę Grupy TVN powiększono o kanały grupy Scripps Networks Interactive – Travel Channel i Food Network. 7 stycznia 2017 wystartował kanał HGTV, który zastąpił TVN Meteo Active oraz wznowiono nadawanie kanału pogodowego TVN Meteo wyłącznie w Internecie. 31 lipca 2017 firma Discovery Communications ogłosiła, że kupi Scripps Networks Interactive za 14,6 miliarda dolarów w ramach transakcji gotówkowej i akcyjnej.
6 lutego 2018 Komisja Europejska wydała warunkową zgodę na tę transakcję oraz odrzuciła wniosek Polski, żeby decyzję w tej sprawie podjął krajowy Urząd Ochrony Konkurencji i Konsumentów. Warunkiem, jaki postawiła Komisja Europejska, jest udostępnianie przez Discovery Communications operatorom telewizyjnym stacje telewizyjne TVN24 i TVN24 BiS za „rozsądną cenę”. 26 lutego 2018 Departament Sprawiedliwości Stanów Zjednoczonych zakończył postępowanie dotyczące kupna Scripps Networks Interactive przez Discovery Communications i nie zgłosił zastrzeżeń do tej transakcji. 6 marca Discovery Communications poinformowało o zakończeniu transakcji i tym samym przejęciu spółki Scripps Networks Interactive. Spółka ogłosiła też, że będzie działać pod nazwą Discovery, a do rady nadzorczej dołączył prezes i CEO Scripps Networks Interactive Kenneth W. Lowe. W maju powstała pod nazwą TVN Discovery Polska wspólna struktura zarządzająca kanałami Grupy TVN i Discovery w Polsce, aby usunąć zdublowane role w obu spółkach.

### Lata 20. XXI w.
Od 8 kwietnia 2022 Grupa TVN należy do koncernu Warner Bros. Discovery (WBD), który powstał w wyniku fuzji spółek WarnerMedia i Discovery.
14 lutego 2023 Grupa TVN stała się właścicielem serwisu VOD.pl, przejmując go od Ringier Axel Springer Polska.
1 marca 2024 kanał TVN zmienił logo, oprawę graficzną i identyfikację wizualną.
6 sierpnia 2024 brytyjski dziennik „Financial Times” doniósł, że WBD rozważa sprzedaż Grupy TVN. 13 października 2024 „Newsweek” poinformował, że oferty kupna złożył nieznany amerykański nadawca, czeska spółka inwestycyjna PPF Group i węgierski przedsiębiorca József Vida, powiązany z partią Fidesz, właściciel węgierskiego kanału TV2. 11 grudnia 2024 premier Polski Donald Tusk poinformował o wpisaniu Grupy TVN na listę spółek strategicznych, argumentując to ochroną przed „niebezpiecznym z punktu widzenia interesów państwa polskiego przejęciem”. 20 grudnia 2024 WBD potwierdził doniesienia o rozpoczęciu sprzedaży.

## Skład Grupy TVN

### Stacje telewizyjne

#### Kanały aktualnie działające
| Logo             | Nazwa          | Opis                                                                                                 |
| ---------------- | -------------- | --- |
| Ogólnotematyczne |                | |
|                  | TVN            | Czołowy kanał telewizyjny na polskim rynku oferujący programy rozrywkowe oraz audycje informacyjne.  |
|                  | TVN 7          | Kanał o profilu rozrywkowo-filmowym.                                                                 |
|                  | TTV            | Kanał ogólnotematyczny.                                                                              |
| Informacyjne     |                | |
|                  | TVN24          | Pierwsza w Polsce całodobowa telewizja informacyjna.                                                 |
|                  | TVN24 BiS      | Kanał informacyjny o tematyce biznesowej i międzynarodowej.                                          |
| Lifestyle’owe    |                | |
|                  | TVN Style      | Kanał jest poświęcony urodzie, stylom życia, modzie oraz zdrowiu.                                    |
|                  | HGTV           | Kanał o urządzaniu domów i ogrodów.                                                                  |
|                  | Travel Channel | Kanał telewizyjny o profilu podróżniczym.                                                            |
|                  | Food Network   | Polskojęzyczny kanał o tematyce kulinarnej.                                                          |
| Motoryzacyjne    |                | |
|                  | TVN Turbo      | Kanał poświęcony głównie motoryzacji.                                                                |
| Filmowe          |                | |
|                  | TVN Fabuła     | Kanał o profilu filmowo-serialowym.                                                                  |
| Polonijne        |                | |
|                  | iTVN           | Kanały przeznaczone dla widowni pochodzenia polskiego zamieszkałej za granicą, niedostępne w Polsce. |
|                  | iTVN Extra     | Kanały przeznaczone dla widowni pochodzenia polskiego zamieszkałej za granicą, niedostępne w Polsce. |

#### Kanały zlikwidowane
- TV Wisła – kanał regionalny, przeznaczony dla Krakowa;
- TVN Południe – kanał regionalny, przeznaczony dla Krakowa;
- TVN Północ – kanał regionalny, przeznaczony dla Gdańska;

- TVN Łódź – kanał regionalny, przeznaczony dla Łodzi;
- RTL 7 – kanał ogólny; zastąpiony przez TVN 7;
- TVN Gra – kanał emitujący teleturnieje interaktywne;

- TVN Med – kanał dla lekarzy;

- TVN Lingua – kanał językowy;
- TVN Warszawa – kanał informacyjno-rozrywkowy dla mieszkańców Warszawy; obecnie TVN Warszawa działa w formie portalu internetowego;

- TVN+1 /  TVN HD +1 – kopia kanału TVN HD z godzinnym opóźnieniem; wyłączony został 31 stycznia 2012 roku;
- TVN CNBC – kanał o profilu ekonomiczno-biznesowym (współpraca programowa TVN i CNBC); działał na miejscu TVN CNBC Biznes; zastąpiony 1 stycznia 2014 przez TVN24 Biznes i Świat[31];
- TVN Meteo – kanał pogodowy;
- TVN Meteo Active – kanał związany ze zdrowym trybem życia oraz pogodą; działał na miejscu TVN Meteo; zastąpiony 7 stycznia 2017 przez HGTV[32];
- TVN24 International – polonijna stacja informacyjna[33].

#### Kanały sprzedane
- Discovery TVN Historia – kanał historyczny; obecnie pod nazwą Discovery Historia[34];
- Mango 24 – nieistniejący całodobowy kanał telesprzedażowy[35]; zakończył nadawanie 31 lipca 2020 roku[36];

- NTL Radomsko – lokalny kanał adresowany do mieszkańców Radomska i okolic[37]; zakończył nadawanie 1 grudnia 2020 roku[38]; obecnie pod nazwą TVC[39].

### Platformy VOD
| Nazwa  | Logo | Opis |
| ------ | ---- | --- |
| Player |      | Platforma VOD oferująca seriale, filmy, programy rozrywkowe i dostęp do kanałów na żywo w modelu subskrypcyjnym. |

#### Dawne
| Nazwa    | Data wygaszenia  | Opis                                                                                       |
| -------- | ---------------- | ------------------------------------------------------------------------------------------ |
| VOD.pl   | 31 stycznia 2024 | Platforma VOD oferująca bezpłatnie seriale, filmy oraz programy rozrywkowe.                |
| TVN24 GO | 24 kwietnia 2025 | Platforma VOD zawierająca transmisje informacyjne na żywo oraz programy TVN24 i TVN24 BiS. |

### Platforma satelitarna
- Canal+ – platforma satelitarna, której Grupa TVN jest współwłaścicielem.

### Portale internetowe
| Nazwa        | Logo | Opis |
| ------------ | ---- | --- |
| TVN24.pl     |      | Portal informacyjny oferujący szczegółowe informacje o wydarzeniach w Polsce, za granicą, prognozę pogody, sport, wiadomości kulturalne i ciekawostki oraz wideo. |
| TVN24+       |      | Portal informacyjny oferujący dostęp do autorskich artykułów, materiałów wideo oraz podcastów w modelu subskrypcyjnym.                                            |
| TVN Warszawa |      | Portal informacyjny skierowany do mieszkańców Warszawy. |
| TVN Meteo    |      | Internetowy portal pogodowy. |
| Kontakt 24   |      | Portal internetowy oparty na idei dziennikarstwa obywatelskiego.                                                                                                  |
| X-news       |      | Platforma materiałów graficznych i audiowizualnych. |

## Budynki

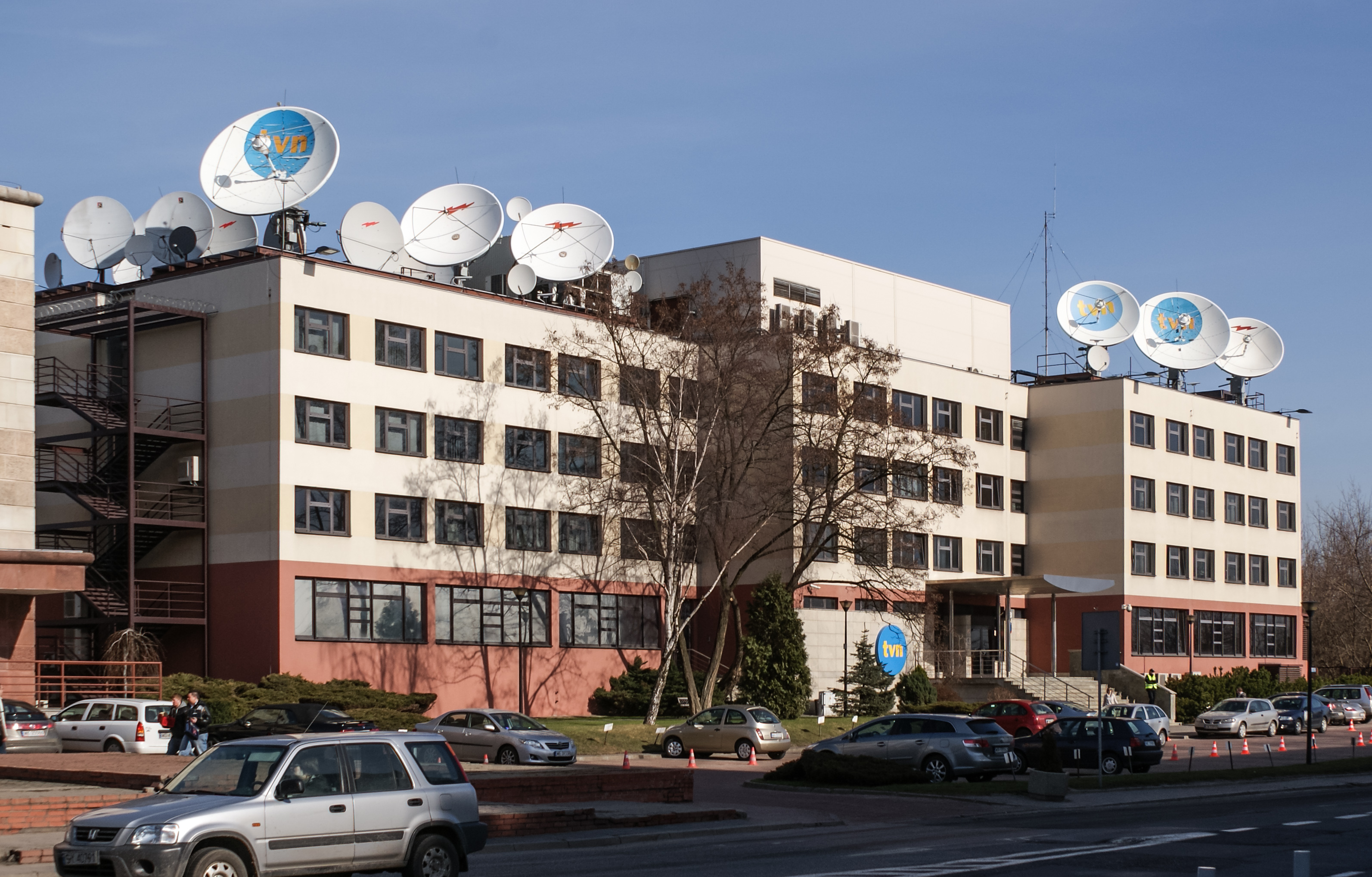
Budynek biurowy przy ul. Augustówka 3. Pierwsza siedziba TVN.

Główną siedzibę TVN stanowi kompleks budynków na pograniczu warszawskich dzielnic Mokotów i Wilanów. Na jego terenie znajduje się m.in. dawny gmach stacji – przy ulicy Augustówka 3 – oraz biurowiec Media Business Centre, gdzie obecnie znajdują się m.in. biura władz spółki, redakcje dużej części programów TVN oraz newsroom Faktów (i zarazem TVN24). Stacja wynajmuje również powierzchnię w budynku w centrum Warszawy, na rogu ulic Marszałkowskiej i Hożej, skąd nadawane jest Dzień dobry TVN, a do grudnia 2010 r. także Kawa na ławę. Programy rozrywkowe i seriale realizowane są w wynajmowanych studiach zewnętrznych, z których większość położona jest na obrzeżach Warszawy (m.in. w Jankach i Ursusie).
Poza Warszawą najważniejszym ośrodkiem TVN jest Kraków, gdzie w siedzibie dawnej TV Wisła przy ul. Płk. Dąbka realizowane były m.in. Rozmowy w toku, 36,6 °C oraz teleturnieje interaktywne, a w zaadaptowanych, sąsiadujących halach nagrywane były m.in. seriale Szkoła, Szpital, 19+ i Zakochani po uszy. Ponadto stacja wykorzystuje mniejsze lokale w kilkunastu miastach Polski, gdzie mieszczą się lokalne oddziały Faktów i zarazem TVN24.